# Marc Muellbauer

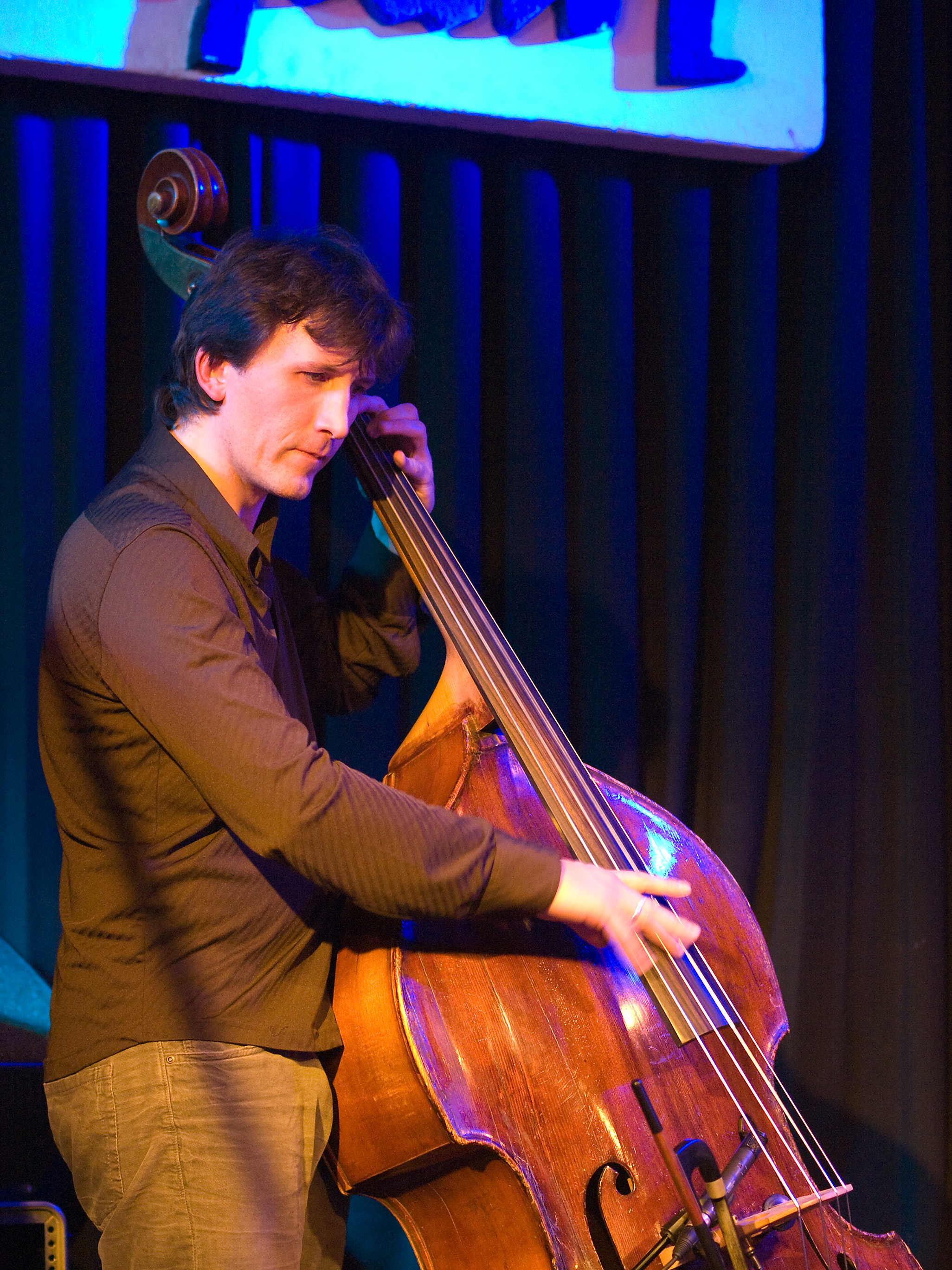
Marc Muellbauer im Jazzclub Unterfahrt (München 2010)

Marc Muellbauer (* 1968 in London) ist ein deutsch-britischer Jazzbassist, der auch als Interpret Neuer Musik hervorgetreten ist.

## Leben
Marc Muellbauer zog 1971 mit seinen Eltern nach Deutschland. Er wuchs in Krefeld auf und besuchte dort eine englische Schule. Im Alter von fünfzehn Jahren begann er mit dem E-Bass ein Instrument zu erlernen, nachdem ihn das Bassspiel von Jaco Pastorius auf der Platte Night Passage von Weather Report faszinierte. Er nahm Unterricht bei Stefan Rademacher und gründete seine erste Band. Von 1985 bis 1988 nahm er zusätzlich Unterricht auf dem Kontrabass bei Hans-Günther Hilgers an der Kreismusikschule in Viersen, weil er eine klassische Ausbildung für das Erlernen von Noten und musiktheoretischen Kenntnissen für wichtig hielt. Die Liebe zum Kontrabass brachte ihn zum Musikstudium an das Duisburger Institut der Folkwang Hochschule Essen (1989–1994) in der Klasse von Michael Wolf. An der Hochschule nahm er an Workshops über Neue Musik von Maurizio Kagel und Karlheinz Stockhausen teil. Er spielte in verschiedenen Jazzformationen und nahm weiteren Unterricht bei verschiedenen Jazzbassisten. Mit seinem Lehrer Michael Wolf wechselte er 1994 nach Berlin, wo er 1996 an der Hochschule der Künste das Diplom für Orchestermusik erwarb. In Berlin war er von 1994 bis 1996 Mitglied des Ensembles für Neue Musik United Berlin, mit dem er Uraufführungen neuer Komponisten und Stücke von Ligeti, Berg, Webern und Schönberg aufführte. Er nahm weiteren Jazzunterricht bei Jazzmusikern wie Charlie Banacos, Rufus Reid, Richie Beirach, Kirk Nurock, Mike Richmond, Dieter Ilg, Rufus Ried, Wayne Roberts, James Knapp, David Friedman, Peter Weniger, Sigi Busch und Maria Schneider. 2002 legte er ein Konzertexamen im Fach Jazz an der Universität der Künste ab. Muellbauer unterrichtete von 1998 bis Jazz Kontrabass an der Hochschule Für Musik Hanns Eisler Berlin, von 2005 bis 2020 Jazz Kontrabass am Jazz-Institut Berlin, und 2022 an der Hochschule für Musik und Theater, Hamburg.

## Projekte
Mit Julia Hülsmann und Daniel Mattar gründete Marc Muellbauer die Band Ginster 7. Aus dieser Formation entwickelte er die Idee zu einem eigenen Bandprojekt, dem Marc Muellbauer's Kaleidoscope mit dem er zwei Alben einspielte Quiet und Journeyman. Die akustische Musik der neunköpfigen Band lässt deutlich Einflüsse klassischer Musik und Folk erkennen. Seit 1996 spielt er im Julia Hülsmann Trio, anfänglich mit dem Schlagzeuger Rainer Winch, später ersetzt durch Heinrich Köbberling. Als Mitglied dieses Trios hat er bis 2022 auf drei Alben für ACT und auf acht Produktionen für das Münchener Label ECM mitgewirkt. Er spielte 2019 als Mitglied des Julia Hülsmann Quartett das Album Not Far from Here ein, das 2021 mit dem Deutschen Jazzpreis als „bestes Album Instrumental“ ausgezeichnet wurde. Mit Christian Kögel und Roland Neffe gründete er 2013 das Wood & Steel Trio; weiterhin spielt er in Charlotte Greves Lisbeth Quartett, und dem Eva Klesse Quartett. Auch ist er auf Alben von Moritz von Oswald, Esther Kaiser, Finn Wiesner, Céline Rudolph, Uli Kempendorff, Mia Knop Jacobsen und Nico Lohmann zu hören.
Neben der Jazzmusik gehörte Muellbauer von 1996 bis 2000 zur Begleitband des deutschen Liedermachers Klaus Hoffmann, spielte von 1998 bis 2006 im Tangoquintett Yira Yira und unterstützte auch Tim Fischer.

## Diskografische Hinweise
- Hülsmann, Muellbauer, Winch Trio (2000)
- Marc Muellbauer's Kaleidoscope Quiet (schoener hören music 2004)
- Marc Muellbauer's Kaleidoscope Journeyman (JazzHausMusik 2011)
- Wood & Steel Trio Secret Ingredient Unit Records 2015
- Wood & Steel Trio with Michael Schiefel Hollywood Songbook Traumton 2018
- Wood & Steel Trio Wasp at the Window (Unit Records 2023)[1]